# B-film

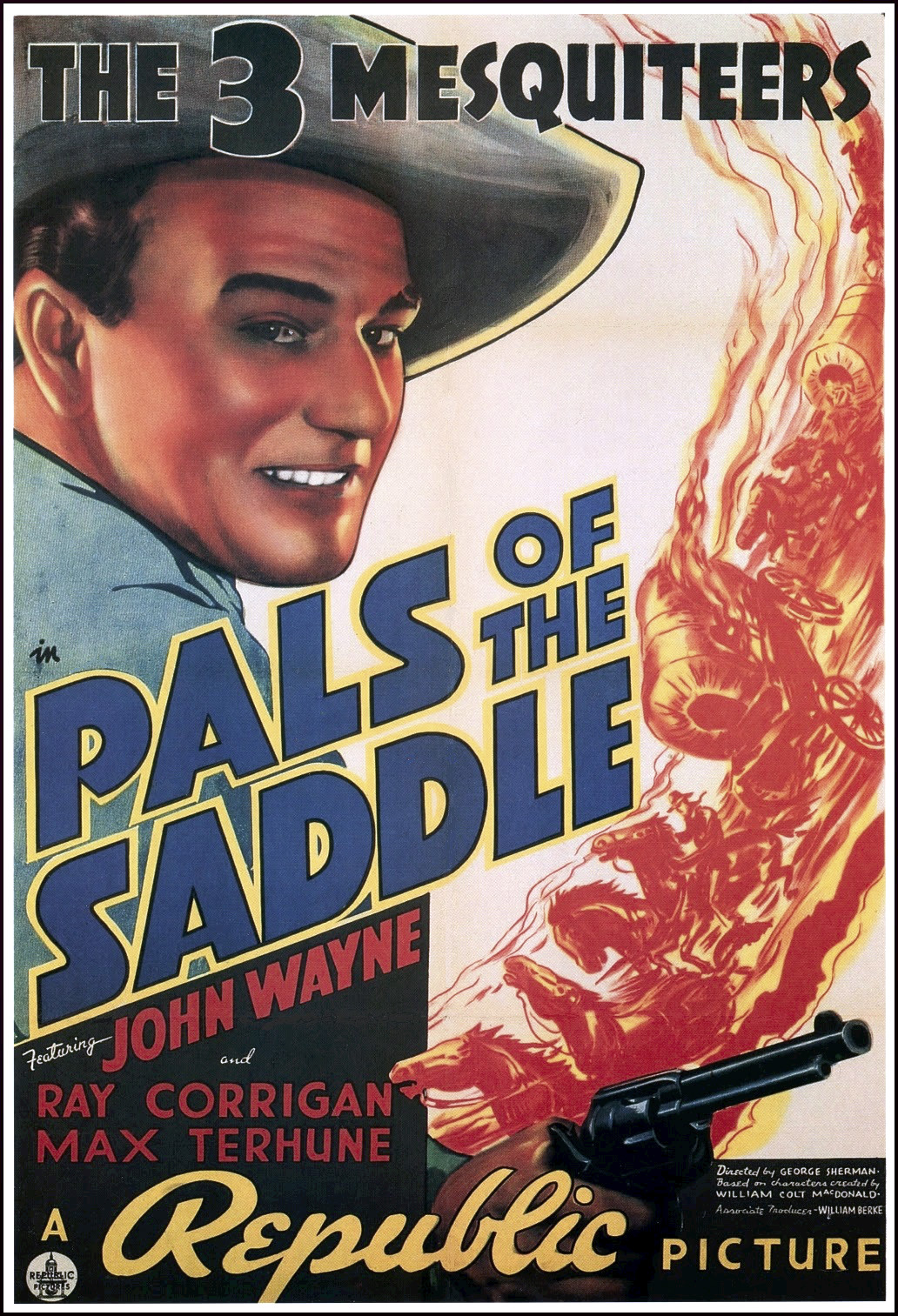
Pals of the Saddle (1938)

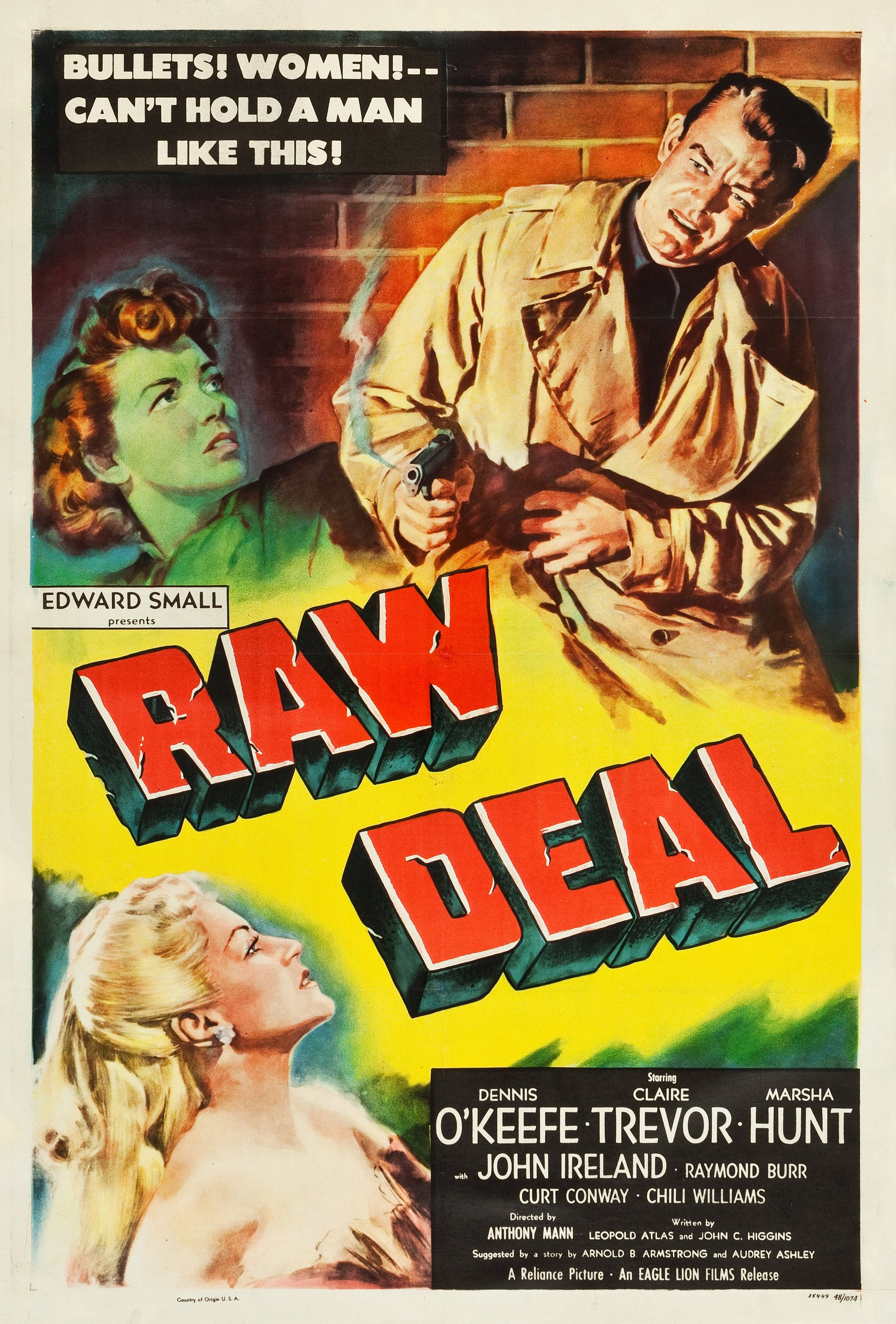
Raw Deal (1948)

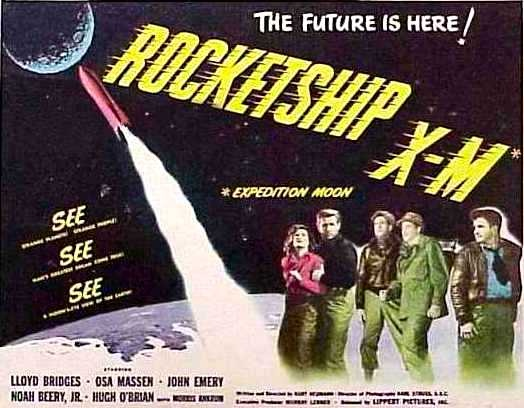
Rocketship X-M (1950)

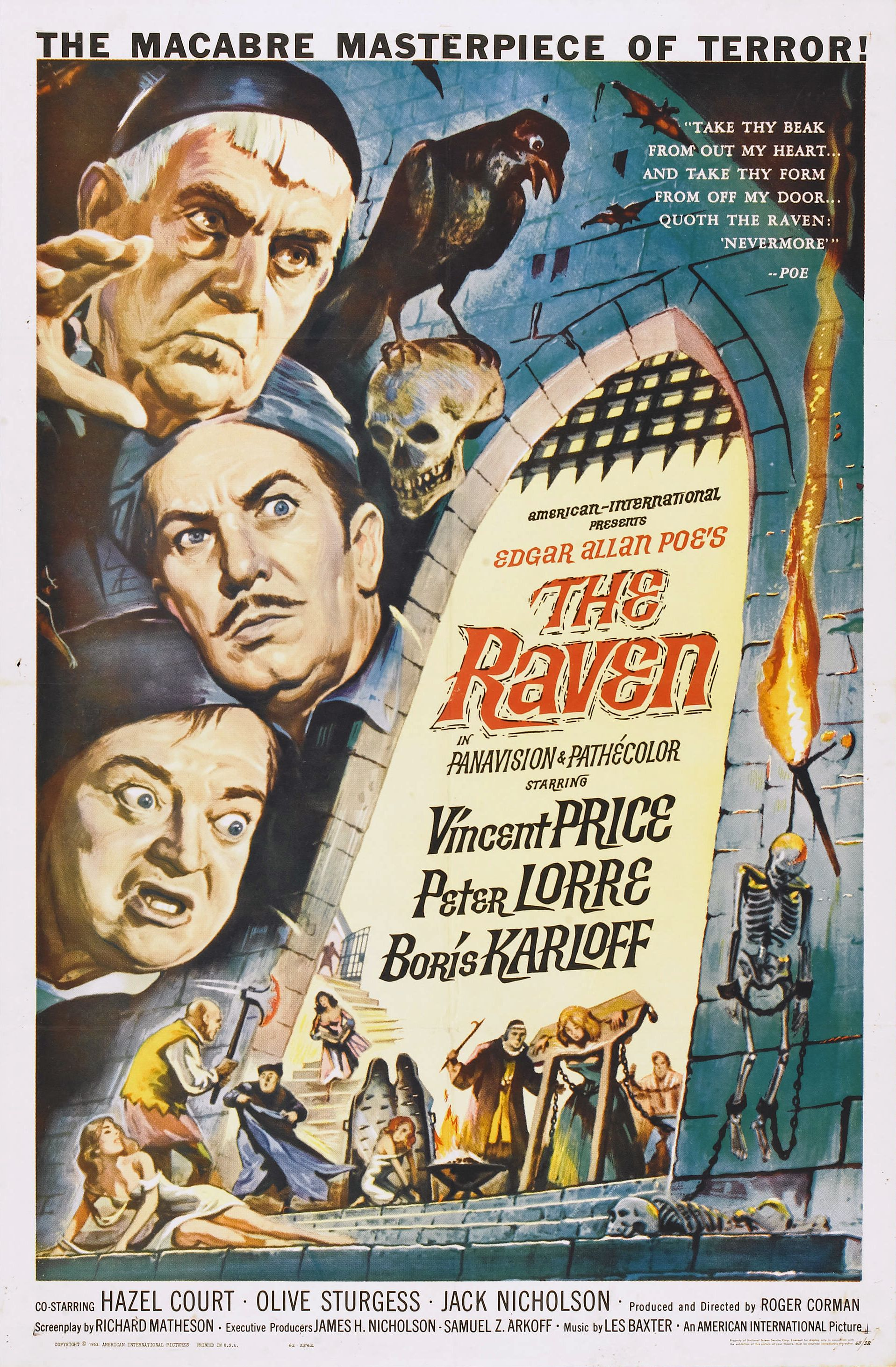
The Raven (1963)

Een B-film is een film die wordt gemaakt met een relatief klein budget en (doorgaans) nieuwe of onbekende acteurs, en die is uitgebracht met weinig publiciteit.

## Geschiedenis

### Jaren 20
Het is niet duidelijk of de term ook daadwerkelijk werd gebruikt in de jaren 20, maar een gelijknamig concept was al wel opgedoken. Het budget van een grote filmstudio aan het einde van de periode van de stomme film (1927-28) verschilde van $190.000 bij 20th Century Fox tot $275.000 bij Metro-Goldwyn-Mayer. Columbia Pictures en Film Booking Offices of America maakte rond deze tijd films met een kleiner budget, van rond de $50.000. De film had een kortere speelduur en werd in kleine cinema's in grote steden of bioscoopzalen in dorpen vertoond. Films uit deze tijd met een nog kleiner budget, van meestal rond de $3.000, werden Poverty Row-films genoemd. Deze zochten naar profijt in kleine zalen.
Tijdens de stijgende populariteit van de geluidsfilm in 1929, introduceerden zelfstandige filmmakers filmjournaal, korte films en cartoons, gevolgd door de zogeheten double feature. Ook deze films hadden een kleine release in die tijd. Echter, het tweede deel van een double feature gaf zo'n filmmaker de kans zich te richten op kwantiteit.

### Jaren 30
Grote filmstudio's, die in eerste instantie weigerden mee te werken aan B-films, pasten zich al snel aan. De bioscopen werden verplicht een volledig seizoen films van een bepaalde filmstudio te kopen, hoewel ze misschien maar interesse in de helft van de films hadden. Meer theaters begonnen B-films te vertonen. Hierdoor werd het vanzelfsprekend dat een B-film winst ging maken. Desondanks was het voor veel exploitanten riskant om films te kopen voordat ze die gezien hadden.
A-films werden door de vijf grootste filmstudio's (Metro-Goldwyn-Mayer, Paramount Pictures, 20th Century Fox, Warner Bros. en RKO Pictures), die de "Big Five" werden genoemd, uitgebracht in de grootste bioscoopzalen. Die vertoonden op dat moment geen B-films en double features. Bij filmtheaters waarin B-films in première gingen, kwam het vaak voor dat het programma twee of drie keer per week veranderde. De B-films duurden niet langer dan 60 minuten en waren meestal slechts vier dagen in productie. Daarom werden deze films quickies genoemd. De kleinste cinema's werden grindhouses genoemd. De films die daar werden vertoond, hadden meestal helemaal geen reclames. A-films hadden een langere speelduur.
| Studio                  | Categorie      | Gemiddelde speelduur |
| ----------------------- | -------------- | -------------------- |
| Metro-Goldwyn-Mayer     | "Big Five"     | 87,9 minuten         |
| Paramount Pictures      | "Big Five"     | 76,4 minuten         |
| 20th Century Fox        | "Big Five"     | 75,3 minuten         |
| Warner Bros.            | "Big Five"     | 75,0 minuten         |
| RKO Pictures            | "Big Five"     | 74,1 minuten         |
| United Artists          | "Little Three" | 87,6 minuten         |
| Columbia Pictures       | "Little Three" | 66,4 minuten         |
| Universal Pictures      | "Little Three" | 66,4 minuten         |
| Grand National Pictures | "Poverty Row"  | 63,6 minuten         |
| Republic Pictures       | "Poverty Row"  | 63,1 minuten         |
| Monogram Pictures       | "Poverty Row"  | 60,0 minuten         |

De kosten voor een film werden hoger na de introductie van de geluidsfilm. Een standaard A-film kostte in de jaren 30 meestal rond de $375.000. Naast A- en B-films doken er ook programmers op. Dit waren films zonder een duidelijke verhaallijn. Ze konden een groot succes worden, maar het was aan de andere kant niet verrassend als ze zouden floppen. Door de hogere kosten werden ook B-films met geluid duurder. De totale uitgaven van Warner Bros. naar B-films steeg in 1935 van 12% naar 50%. Ook bij 20th Century Fox ging de helft van het totale budget van een studio naar B-films. Studio's die alleen B-films uitbrachten werden ook steeds meer populair. Bekende voorbeelden zijn Monogram Pictures en Republic Pictures. Een totaal van 75% van alle films in de jaren 30, met alle studio's meegerekend.

## Genres
B-films kwamen voor in veel verschillende genres en van sommige films werd een complete reeks gemaakt. Enkele voorbeelden daarvan, zijn Charlie Chan-mysteries, Ritz Brothers-komedies en musicals met kindster Jane Withers. Een uitzondering is Andy Hardy. De reeks films van Andy Hardy waren A-films van MGM.
Er zijn duidelijk periodes te onderscheiden waarin een bepaald genre populair was voor B-films. In de jaren 30 waren veel B-films westerns, terwijl in de jaren 50 en 60 sciencefiction- en monsterfilms populair waren.